# Iris-familien
Iris-familien (Iridaceae) er en plantefamilie med 66 slægter og 2.025 arter. Det er urteagtige planter, hvis rødder danner mykorrhiza. Bladene har ens over- og undersider, og de sidder i to rækker. Blomsterne er oftest store. Her nævnes kun de slægter, der er repræsenteret ved arter, som er vildtvoksende i Danmark, eller som dyrkes her.
| Slægter |

| - Ainea - Alophia - Aristea - Babiana - Bobartia - Calydorea - Cardenanthus - Chasmanthe - Cipura - Cobana - Montbretia (Crocosmia) - Krokus (Crocus) - Cyanixia - Cypella - Devia - Dierama - Dietes - Diplarrhena - Duthiastrum - Eleutherine - Ennealophus - Ferraria - Fosteria - Fresia (Freesia) - Geissorhiza | - Gelasin - Geosiris - Gladiolus - Herbertia - Hermodactylus - Hesperantha - Hesperoxiphion - Iris-slægten (Iris)) - Isophysis - Kornlilje (Ixia) - Kelissa - Klattia - Lapeirousia - Lethia - Libertia - Mastigostyla - Melasphaerula - Micranthus - Moraea - Nemastylis - Neomarica - Nivenia - Olsynium - Onira - Orthrosanthus | - Patersonia - Phalocallis - Pillansia - Pseudotrimezia - Radinosiphon - Romulea - Savannosiphon - Sessilanthera - Blåøje (Sisyrinchium) - Solenomelus - Harlekinblomst (Sparaxis) - Sympa - Syringodea - Tapeinia - Thereianthus - Tigridia - Trimezia - Tritonia - Tritoniopsis - Watsonia - Witsenia - Xenoscapa - Zygotritonia |